# Преславен
Преславен (болг. Преславен) — село в Болгарии. Находится в Старозагорской области, входит в общину Стара-Загора. Население составляет 785 человек.

## Политическая ситуация
В местном кметстве Преславен, в состав которого входит Преславен, должность кмета (старосты) исполняет Митё Митев Митев (независимый) по результатам выборов правления кметства.
Кмет (мэр) общины Стара-Загора — Светлин Танчев (Граждане за европейское развитие Болгарии (ГЕРБ)) по результатам выборов в правление общины.